# جيمي مكلارنين
جيمي مكلارنين (بالإنجليزية: Jimmy McLarnin)‏ مواليد 19 ديسمبر 1907 في مقاطعة داون، جزيرة أيرلندا - الوفاة 28 أكتوبر 2004 في واشنطن، الولايات المتحدة، كان ملاكم كندي سابق صنّف ضمن فئة وزن الوسط.

## إحصائيات
خاض خلال مسيرته 68 نزالا، فاز في 54 وتعادل في 3 وخسر في 11. فاز بالضربة القاضية في 21 نزالا.

## روابط خارجية
- جيمي مكلارنين على موقع بوكس ريك (الإنجليزية) (registration required)
- جيمي مكلارنين على موقع قاعة كولومبيا البريطانية للمشاهير الرياضية (الإنجليزية)
- جيمي مكلارنين على موقع قاعة كندا للمشاهير الرياضية (الإنجليزية)